# Pilar Cabot
Pilar Cabot i Vila (Vich, provincia de Barcelona; 27 de septiembre de 1940-20 de mayo de 2017) fue una escritora española.

## Biografía
Toda su obra está escrita en catalán. Destaca su obra por la riqueza verbal, el ritmo, la musicalidad y el constante poso reflexivo de su contenido. Es una lírica de la experiencia, del amor, de la voluntad de captar el presente, de aprehender el obsequio de la vida. La naturaleza es un ingrediente que acompaña en todo momento los poemarios de Pilar Cabot.[cita requerida]

"La poesía de Pilar es fundamentalmente individualizada y circula de dentro hacia afuera. Quiero decir que siempre depende del tiempo interior que vive la autora y que se proyecta de una manera clara sobre su obra poética. Vivir y después escribir. Esta es la ruta que básicamente constituye la trayectoria de su poesía"
Armand Quintana

"...las palabras están elaboradas casi con alambique, destiladas. Pilar Cabot consigue con un verdadero trabajo de lenguaje abrigar aquello que tienen de inestable y fugitivo tanto las presencias como las ausencias"
Víctor Batallé

Trabajó durante muchos años como librera, fue promotora cultural, creadora de tertulias poéticas, encargada de talleres de expresión literaria, jurado de premios literarios, articulista de opinión, compositora musical y colaboradora en diferentes proyectos de promoción de la lengua catalana.

## Premios literarios
- 1983: La Gent del Llamp de narrativa: Amèrica, i altres contes[2]
- 1987: Festes Pompeu Fabra de Cantonigròs de poesía: Avui estimo Baudelaire[2]
- 1990: Caterina Albert i Paradís: Ombres de mots i de silencis[2]
- 1995: Montseny: La plàcida mirada de Guerau[2]

## Obra
Algunas obras:
- "Avui estimo Baudelaire” (1988),
- "Color de vida" (biografía d'Assumpta Montaner, 1988),
- "Balcó de guaita” (1989),
- "Ombres de mots i de silencis” (1992),
- "La plàcida mirada de Guerau” (1995),
- "Setge" (1998),
- "amb veu d'amic" CD (1999)[9]
- "La gelada barana del pont” (1999),
- "Vol ballar un tango amb mi, senyor Vivaldi?” (2000 i 2ª ed. 2002),
- "A l'ombra del semàfor" (en coautoría amb el seu marit Armand Quintana, 2001),
- "Els versos obstinats” (2003),
- "Que hi ha algú?" (traducción, 2003, de ¿Hay alguien en casa? de María Isabel Pazos)
- "Àncores o ales?” (2004),
- "gaTonades il•lustrades” (2007),
- "Els rossinyols insomnes” (2008),
- "Tríptic de Sant Josep" (2008),
- "El cançoner d’en Marcel” (2011),
- "O no" (juntament amb J. Sala i A. Carrera, 2011),
- "La remor d'un molt antic silenci" (2011-12)[10]
- "El cançoner d'en Marcel-Partitures" (2012).